# Васил Стефанов (политик)
Васил Стефанов Стефанов е български юрист и политик от „Продължаваме промяната“. Народен представител в XLVII народно събрание, XLVIII народно събрание и XLIX народно събрание. Адвокат, вписан в Софийска адвокатска колегия.

## Биография
Васил Стефанов е роден на 26 ноември 1993 г. в град София, България. Завършва с отличие специалност „Право“ в Софийския университет „Св. Климент Охридски“.
Практикуващ адвокат в сферата на търговското, административното и гражданско-процесуалното право.
На парламентарните избори през ноември 2021 г. като кандидат за народен представител е 5-ти в листата на „Продължаваме промяната“ за 23 МИР София, откъдето е избран.
Член на Комисията по енергетика и заместник-председател на Комисията по правата на човека, вероизповеданията и жалбите на гражданите в XLVII народно събрание.